# Ковалевская (лунный кратер)
Ковалевская (лат. Kovalevskaya) — огромный ударный кратер в северном полушарии обратной стороны Луны. Название присвоено в честь русского математика и механика Софьи Васильевны Ковалевской (1850—1891); утверждено Международным астрономическим союзом в 1970 г. Образование кратера относится к позднеимбрийскому периоду .

## Описание кратера

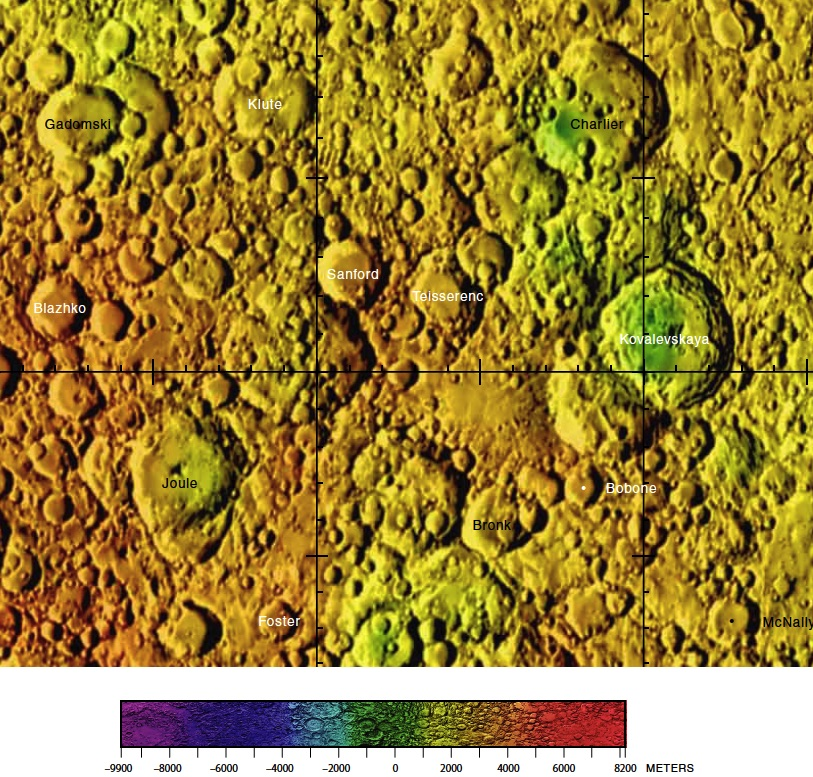
Окрестности кратера Ковалевская. Фрагмент карты обратной стороны Луны.

Ближайшими соседями кратера Ковалевская являются кратер Тейсерен-де-Бор на западе; кратер Шарлье на севере-северо-западе; кратер Дуглас на северо-востоке; кратер Хатанака на востоке и кратер Бобоне на юге-юго-западе. Селенографические координаты центра кратера 30°52′ с. ш. 129°26′ з. д. / 30,86° с. ш. 129,44° з. д., диаметр 113,7 км, глубина 2,9 км.
Кратер Ковалевская имеет полигональную форму, умеренно разрушен. Юго-западную часть кратера частично перекрывает сателлитный кратер Ковалевская Q (см. ниже). Вал сохранил четкие очертания, внутренний склон вала с ярко выраженной террасовидной структурой. Высота вала над окружающей местностью достигает 1570 м, объем кратера составляет приблизительно 13 700 км3. Дно чаши сравнительно ровное, в центре чаши расположены два пика разделенные долиной тянущейся с юга на север и состоящие из анортозита, габбро-норито-троктолитового анортозита с содержанием плагиоклаза 85-90 % (GNTA1) и габбро-норито-троктолитового анортозита с содержанием плагиоклаза 80-85 % (GNTA2). В юго-восточной и северо-западной части чаши находится множество невысоких холмов.
От юго-западной части кратера в западном-юго-западном направлении тянется безымянная цепочка кратеров достигающая кратера Джоуль. Ещё одна безымянная цепочка кратеров тянется от северной части вала в северном-северо-восточном направлении.

## Сателлитные кратеры
| Ковалевская | Координаты                                              | Диаметр, км |
| ----------- | ------------------------------------------------------- | ----------- |
| D           | 32°23′ с. ш. 124°44′ з. д. / 32,38° с. ш. 124,73° з. д. | 22,7        |
| Q           | 29°11′ с. ш. 131°26′ з. д. / 29,18° с. ш. 131,44° з. д. | 100,6       |

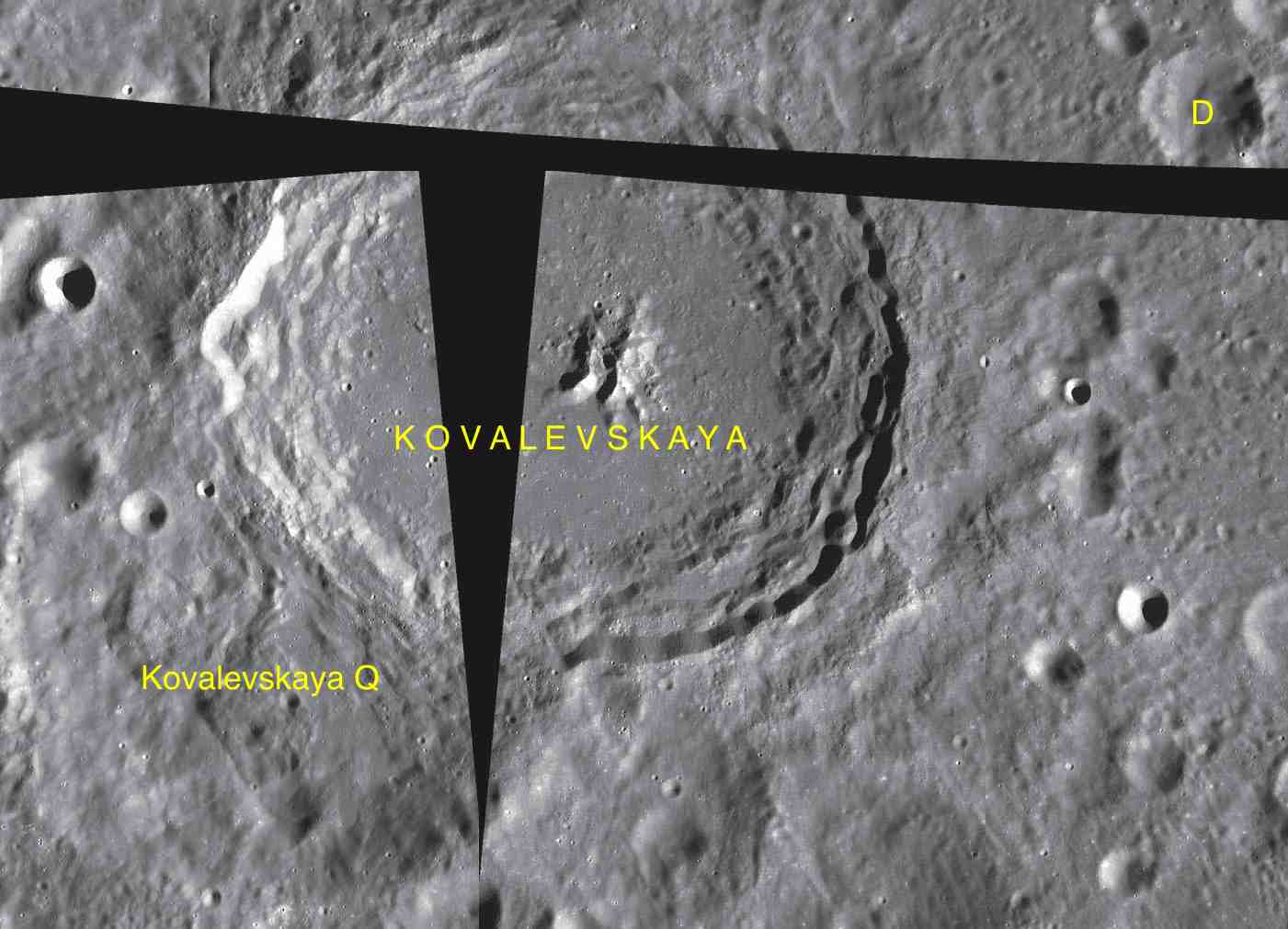
Фрагменты карт LAC-35, LAC-52, LAC-53.

- Образование сателлитного кратера Ковалевская Q относится к нектарскому периоду[1].

## См.также
- Список кратеров на Луне
- Лунный кратер
- Морфологический каталог кратеров Луны
- Планетная номенклатура
- Селенография
- Минералогия Луны
- Геология Луны
- Поздняя тяжёлая бомбардировка